# Hôtel Le Vavasseur
L'hôtel Le Vavasseur est un hôtel particulier situé à Paris en France.

## Localisation
Il est situé au 21, rue Boissière, dans le 16e arrondissement de Paris.

## Histoire
L'hôtel est construit pour la baronne Le Vavasseur.
Ce bâtiment fait l’objet d’une inscription au titre des monuments historiques depuis le 9 juin 1977.